# ماریا ژئوپرت مایر
ماریا گوپرت مایر (به آلمانی: Maria Goeppert-Mayer) (زاده ۲۸ ژوئن ۱۹۰۶ – درگذشته ۲۰ فوریه ۱۹۷۲)، فیزیک‌دان آمریکایی آلمانی تباراست که در سال ۱۹۶۳ برای تحقیق بر روی مدل پوسته‌ای هسته برنده جایزه نوبل در فیزیک شد.
او بعد از ماری کوری دومین زنی بود که موفق به دریافت این‌جایزه شده‌است.